# Stigand

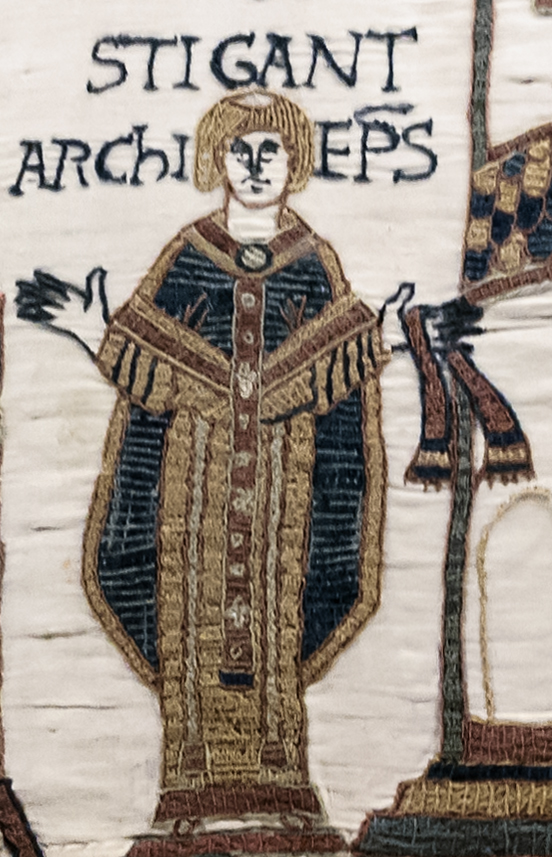
Aartsbisschop Stigand afgebeeld op het Tapijt van Bayeux

Stigand (Norfolk, voor 1000 - Winchester, 1072) was een Engels kerkelijk leider in de jaren onmiddellijk voor en tijdens de Normandische verovering van Engeland. Hoewel zijn geboortedatum onbekend is diende hij rond 1020 reeds als koninklijke kapelaan en adviseur. Hij werd in 1043 genoemd als bisschop van Elmham en was later bisschop van Winchester en aartsbisschop van Canterbury. Stigand trad op als adviseur van verschillende leden van de Anglo-Saksische en Normandische Engelse koninklijke dynastieën. Hij diende zes opeenvolgende koningen. Vanwege zijn pluralisme, hij bezette tegelijkertijd twee bisschopszetels, die van Winchester en Canterbury, werd hij door verschillende pausen geëxcommuniceerd. Hij werd uiteindelijk in 1070 afgezet. Zijn landgoederen en persoonlijke bezittingen werden in beslag genomen door Willem de Veroveraar. Stigand werd opgesloten in Winchester, waar hij twee jaar later in gevangenschap stierf.
Stigand diende vanaf 1020 koning Knoet de Grote als kapelaan verbonden aan een koninklijke stichting in Ashingdon. Vanaf dat jaar en later was hij ook een van de adviseurs van de koning. Deze rol behield hij tijdens het bewind van Knoets zonen, Harold Hazenvoet en Hardeknoet. Nadat Knoets stiefzoon Eduard de Belijder koning Hardeknoet was opgevolgd, werd Stigand op administratief vlak waarschijnlijk de belangrijkste man van Engeland. Monastieke schrijvers uit deze tijd beschuldigden Stigand van het afpersen van geld en landerijen die eigendom waren van de kerk. Rond 1066 waren de enige landgoederen, die rijker waren dan die van Stigand, de koninklijke domeinen en die van Harold Godwinson.
In 1043 benoemde Eduard Stigand tot bisschop van Elmham. Vier jaar later in 1047, werd hij benoemd tot bisschop van Winchester. Weer vijf jaar later in 1052 volgde zijn benoeming tot aartsbisschop van Canterbury. Zijn bisschopszetel in Winchester gaf Stigand echter niet op. Vijf opeenvolgende pausen, onder wie Nicolaas II en Alexander II excommuniceerden Stigand, omdat hij weigerde de bisschopszetel van Winchester op te geven. Stigand was in 1066 aanwezig bij het sterfbed van koning Eduard en bij de daaropvolgende kroning van Harold Godwinson als koning van Engeland. Na de dood van Harold in de fameuze slag bij Hastings onderwierp Stigand zich aan Willem de Veroveraar. Op eerste kerstdag 1066 kroonde Ealdred, de aartsbisschop van York, Willem de Veroveraar tot Koning van Engeland. Stigands excommunicatie betekende dat hij bij de kroning alleen maar een ondersteunende rol had.
Ondanks toenemende druk voor zijn afzetting, bleef Stigand het koninklijk hof bezoeken en bisschoppen wijden. In 1070 werd hij echter door pauselijke legaten afgezet en gevangengezet in Winchester. Zijn onverzettelijkheid tegenover het pausdom werd door de Normandiërs als een propagandamiddel ingezet om aan te tonen dat de Engelse kerk achterlijk was en nodig hervormd moest worden.

## Vroege jaren
Noch het jaar van Stigands geboorte, noch zijn sterfjaar is bekend. Hij werd in East Anglia geboren, mogelijk in Norwich, in een waarschijnlijk welvarende familie. De familie was van gemengde Engels-Scandinavische afkomst, zoals blijkt uit het feit dat Stigand een Noorse naam is, maar dat zijn broer een Angel-Saksische naam droeg. Deze Æthelmær, ook een geestelijke, zou Stigand later als bisschop van Elmham opvolgen. Zijn zuster was in het bezit van land in Norwich, haar naam is echter niet in de boeken opgetekend.
Stigand wordt in 1020 voor het eerst in de historische annalen genoemd als koninklijke kapelaan van koning Knoet van Engeland (regeerde 1016-1035). In dat jaar werd hij benoemd in Knoets kerk in Ashingdon (of Assandun) , die werd ingewijd door de hervormende bisschop Wulfstan van York. Over Stigands leven tijdens het bewind van Knoets is weinig bekend. Hij treedt af en toe als getuige op bij het ondertekenen van charters, waaruit blijkt dat hij een vrij belangrijke plaats aan het koninklijk hof bekleedde. Na de dood van Knoet diende Stigard achtereenvolgens Knoets zonen, Harold Hazenvoet (regeerde van 1035-40) en Hardeknoet (regeerde van 1040-42).
Harold Hazenvoet en Hardeknoet waren halfbroers, beide zonen van Knoet, maar van verschillende moeders - Harold was een zoon van Ælfgifu van Northampton, Hardeknoet van Emma van Normandië. Hardeknoet en Eduard de Belijder waren halfbroers, beide waren zonen van Emma van Normandië, van verschillende vaders - Hardeknoet was een zoon van Knoet, terwijl Eduard een zoon was van Aethelred the Unready, de koning die door Knoet was overwonnen en verdreven. Terwijl Hardeknoet dus zowel aan zijn voorganger als aan zijn opvolger gerelateerd was, waren Harold Hazenvoet en Eduard niet nauw met elkaar verwant. Stigand was mogelijk haar kapelaan. Het is mogelijk dat Stigand al een adviseur van Emma was, toen Knoet nog leefde, en dat hij zijn positie in Ashingdon dankte aan Emma's invloed en haar gunst. Omdat er weinig bekend is over Stigands activiteiten vóór zijn aanstelling als bisschop, is het moeilijk om te bepalen aan wie hij zijn positie in Ashingdon dankte.

## Bisschop van Elmham en Winchester
Kort na kroning van Eduard de Belijder op 3 april 1043, werd Stigand tot bisschop van Elmham benoemd, waarschijnlijk op voorspraak van Emma van Normandië. Dit was de eerste bisschoppelijke benoeming tijdens Eduards bewind. Het bisdom Elmham stekte zich uit over East Anglia, in het oosten van Engeland Het was een van de armere bisdommen,, zelfs zo arm, dat onder latere bisschoppen de zetel van het bisdom eerst naar Thetford en vervolgens naar Norwich werd verplaatst. In 1043 werd hij tot bisschop gewijd, later in dat jaar werd Stigand echter door de koning afgezet en van zijn bezittingen beroofd. In het volgende jaar herstelde Eduard Stigand echter weer in zijn ambt.
De redenen voor deze afzetting zijn onbekend, maar hadden waarschijnlijk direct te maken met de gelijktijdige val van de koningin-weduwe Emma. Sommige bronnen melden dat Emma Magnus I van Noorwegen, een rivaal van Eduard, met eigen aanspraken op de Engelse troon, had uitgenodigd om Engeland binnen te vallen en zelfs haar persoonlijke rijkdom had aangeboden om Magnus financieel te ondersteunen bij deze onderneming. Magnus was de zoon van Sint Olaf van Noorwegen. Zijn aanspraak op de Engelse troon kwam voort uit een verdrag dat Hardeknoet en Magnus rond 1038 hadden ondertekend. Er stond een bepaling in dat als een van de twee zonder erfgenamen zou sterven, de overlevende het koninkrijk van de gestorvene zou erven. Sommigen vermoeden dat Stigand Emma had aangespoord om Magnus te steunen, en beweerde dat zijn afzetting een gevolg was van dit advies. Oorzakelijke factoren in Emma en Stigands waren de grote rijkdom van Emma en de afkeer van haar politieke invloed, die gekoppeld was aan het bewind van de impopulaire Hardeknoet.
Rond 1046 trad Stigand als getuige op bij de charters van Eduard de Belijder, waaruit blijkt dat hij opnieuw in de koninklijke gunst stond. In 1047 werd Stigand overgeplaatst naar het bisdom Winchester, maar hij zou zijn bisschopszetel in Elmham tot 1052 behouden. Hij heeft deze promotie mogelijk te danken aan graaf Godwin van Wessex, de schoonvader van koning Eduard, hoewel dit door sommige historici werd betwist. Emma die zich, na opnieuw bij Eduard in de gunst te zijn gekomen, had teruggetrokken in Winchester, kan ook haar invloed hebben aangewend voor deze benoeming, hetzij alleen of in afstemming met Godwin. Na zijn benoeming in Winchester was Stigand in de periode 1047 tot 1052 getuige bij alle overlevende charters van koning Eduard.
Sommige historici, zoals Frank Barlow en Emma Mason stellen dat Stigand in de periode 1051-1052 graaf Godwin steunde in zijn ruzie met Eduard de Belijder; anderen, waaronder Ian Walker, zijn van mening dat Stigand neutraal was. Afgezien of Stigand nu al of niet een aanhanger van de graaf was, staat het vast dat hij hem niet in ballingschap vergezelde. De ruzie vond zijn oorsprong in een gevecht tussen Eustaas van Boulogne, een zwager van de koning, met mannen uit de stad Dover. De koning beval Godwin om de stad Dover te straffen, maar de graaf weigerde. Aanhoudende druk van Eduard ondermijnde Godwins positie. De graaf en zijn familie zagen zich in 1051 gedwongen om Engeland te ontvluchten en in Vlaanderen in ballingschap te gaan. In 1052 keerde de graaf vergezeld van een aanzienlijke gewapende macht echter terug naar Engeland. Uiteindelijk wist hij een vreedzame overeenstemming met de koning te bereiken. Sommige middeleeuwse bronnen stellen dat Stigand deelnam aan de onderhandelingen, waarin de vrede tussen de koning en zijn graaf tot stand kwam. Het Canterbury-manuscript van de Angelsaksische kroniek noemt Stigand de kapelaan van de koning en diens adviseur tijdens de onderhandelingen.

## Aartsbisschop van Canterbury

### Benoeming tot aartsbisschop van Canterbury
Het aartsbisdom van Canterbury raakte betrokken in het conflict tussen Eduard en Godwin. Paus Leo IX was een hervormingsbeweging begonnen die in latere eeuwen bekend kwam te staan als de Gregoriaanse hervorming. Leo richtte zich op als eerste op het verbeteren van de kwaliteit van de geestelijkheid en het verbod op simonie - de aan- en verkoop van kerkelijke ambten. Leo IX had in 1049 in het openbaar zijn voornemen uitgesproken dat hij zich voortaan met Engelse kerkelijke aangelegenheden zou benoemen en dat hij bisschoppelijke kandidaten voortaan strikter zou onderzoeken voordat zij in hun ambt zouden worden bevestigd. Toen aartsbisschop Eadsige van Canterbury in 1051 stierf, verkozen de monniken van het domkapittel Æthelric, een familielid van graaf Godwin als aartsbisschop. Koning Eduard was echter tegen deze verkiezing en benoemde in plaats daarvan Robert van Jumièges, die van Normandische afkomst was en al bisschop van Londen was. Behalve een uitvloeisel van Eduards conflict met Godwin, signaleerde de benoeming ook dat er grenzen waren aan de bereidheid van Eduard om compromissen te sluiten over kerkelijke hervormingen.
Hoewel vóór zijn aanstelling niet bekendstaand als een hervormer, werd Robert van Jumièges in 1051 in Rome, waar hij op bezoek was om uit handen van de paus het pallium te ontvangen, blijkbaar overtuigd van de goede voornemens van de paus. Eenmaal terug in Engeland verzette hij zich tegen de keuze van de koning om hem als bisschop van Londen op te volgen. Hij achtte de kandidaat niet geschikt. Verder droegen Roberts pogingen om kerkelijke goederen, die graaf Godwin zich had toegeëigend, terug te krijgen bij aan het conflict tussen graaf Godwin en de koning. Toen Godwin in 1052 naar Engeland terugkeerde viel Robert in ongenade. Hij werd in de ban gedaan en het land uitgezet. Koning Eduard benoemde vervolgens Stigand tot aartsbisschop van Canterbury. De benoeming was een beloning van Godwin voor Stigands steun tijdens het conflict met Eduard en een beloning van koning Eduard voor Stigands succesvol onderhandelsproces om tot een vreedzame afsluiting van de crisis in 1052 te komen. Stigand was de eerste niet-monnik die tot aartsbisschop van Canterbury werd benoemd sinds de dagen van Dunstan (aartsbisschop van 959 tot 988).
De paus weigerde om Stigands verheffing tot aartsbisschop te erkennen, aangezien Robert nog in leven was en de paus hem niet uit zijn ambt had gezet. Robert van Jumièges richtte zich tot Leo IX, die Stigand naar Rome ontbood. Toen Stigand niet verscheen, zou hij zijn geëxcommuniceerd. De historicus Nicholas Brooks is van mening dat Stigand op dat moment nog niet werd geëxcommuniceerd, maar dat hij het bevel kreeg zich te onthouden van aartsbisschoppelijke functies, zoals de wijding van bisschoppen. Hij stelt dat het feit dat pauselijke legaten in 1062 met Stigand in overleg traden, dit bewijst. Zij zouden dit niet hebben gedaan als hij was geëxcommuniceerd. Dit overleg met de legaten leidde overigens niet tot een verandering in Stigands positie, hoewel een van de legaten acht jaar later, in 1070 nog een rol zou spelen in het proces om Stigand uit zijn ambt te ontzetten. Paus Leo IX en zijn opvolgers, Victor II en Stefanus IX bleven Stigand echter beschouwen als een niet volgens het canonieke recht gekozen aartsbisschop.
Stigand reisde niet naar Rome om aldaar het pallium te ontvangen. Het pallium is de band die om de hals wordt gedragen en dat als het symbool van het aartsbisschoppelijk gezag wordt beschouwd,. Stigand brak met iets dat in recente tijden een gewoonte was geworden. De meeste van zijn recente voorgangers waren wel naar Rome gereisd om uit handen van de paus zelf het pallium te ontvangen. Sommige middeleeuwse kronikeurs beweren dat hij het pallium van Robert van Jumièges gebruikte. Het is niet bekend of Stigand kort naar zijn aantreden de paus om het pallium heeft verzocht. Gezien het programma van de hervormingsbeweging wist Stigand waarschijnlijk dat een dergelijk verzoek zou worden afgewezen. In 1058 gaf tegenpaus Benedictus X, die zich tegen een groot deel van de hervormingsbeweging verzette, Stigand het pallium. Benedictus werd echter het volgende jaar alweer afgezet; de hervormingspartij verklaarde Benedictus tot tegenpaus, en verklaarde al zijn beslissingen nietig; daaronder ook het verlenen van het pallium aan Stigand. De precieze omstandigheden waaronder Benedictus het pallium aan Stigand toekende zijn overigens onbekend, met name weet men niet wie het initiatief nam, Stigand of Benedictus.
Na zijn translatie naar Canterbury, liet Stigand het bisdom Elmham aan zijn broer Æthelmær, maar hij behield wel het bisdom Winchester. Canterbury en Winchester waren de twee rijkste bisschopszetels in Engeland. Hoewel er precedenten waren om tegelijkertijd een rijke en een arme bisschopszetel aan te houden, was er geen precedent voor het gelijktijdig aanhouden van twee rijke bisdommen. Hij kan Winchester hebben aangehouden uit gierigheid of omdat zijn macht in Canterbury nog niet definitief was gevestigd. Daarnaast hield hij de leiding van de abdij van Gloucester en de abdij van Ely en misschien ook van andere abdijen.
Wat zijn redenen ook waren, het aanhouden van de bisschopszetel van Winchester maakte Stigand een pluralist: het tezelfdertijd aanhouden van meer dan een beneficie op hetzelfde moment. Dit was een praktijk die de groeiende hervormingsbeweging in de kerk juist wilde elimineren. Vijf opeenvolgende pausen (Leo IX, Victor II, Stefanus IX, Nicolaas II en Alexander II) excommuniceerden Stigand voor het tegelijkertijd aanhouden van de bisschopszetels van zowel Winchester als Canterbury. De historica Emma Mason heeft gesuggereerd dat Eduard weigerde om Stigand uit zijn ambt te ontzetten, omdat dit het koninklijk gezag om bisschoppen en aartsbisschoppen te benoemen zonder inbreng van de paus zou hebben ondermijnd. Verder kwetsen Stigand positie, verklaarde paus Nicolaas II in 1061 het pluralisme te zijn oncanoniek tenzij goedgekeurd door de paus.
Stigand werd later door monastieke kroniekschrijvers beschuldigd van simonie, maar alle beschuldigingen dateren van na 1066 en zijn dus bij voorbaat verdacht, aangezien men na de Normandische verovering in 1066 de Engelse kerk wilde belasteren als corrupt en achterlijk De middeleeuwse kroniekschrijver Willem van Poitiers beweerde verder, dat Stigand in 1052 zou hebben ingestemd met de opvolging van Willem van Normandië, de toekomstige Willem de Veroveraar, na een eventueel overlijden van koning Eduard. Deze claim werd na de verovering als propaganda gebruikt, maar onder andere volgens de historicus David Bates is het onwaarschijnlijk dat deze claim op waarheid berust. Zowel voor, tijdens en na de Normandische verovering van Engeland werd de positie van Stigand als hoofd van de Engelse kerk door de Normandiërs succesvol als propagandamiddel gebruikt.

### Kerkelijke zaken
De bisdom York maakte gebruik van Stigands moeilijkheden met het pausdom om inbreuk te maken op de suffraganen of de bisschoppen die gehoorzaamheid verschuldigd waren aan een aartsbisschop, in normale tijden die van Canterbury. Het bisdom Worcester was gezamenlijk bezit van York en Canterbury, maar in de periode dat Stigand was geëxcommuniceerd, claimde het bisdom York ook een recht op de bisschoppelijke zetels van Lichfield en Dorchester. In 1062 kwamen er echter, pauselijke legaten van paus Alexander II naar Engeland. Dezen hebben Stigand niet afgezet en traden zelfs met hem in overleg en behandelden hem als aartsbisschop. Het werd hem toegestaan de vergadering van de raad bij te wonen en hij was met de legaten een actieve deelnemer in de raad.
Veel van de bisschoppen in Engeland wilden niet door Stigand worden ingewijd. Zowel Giso van Wells en Walter van Hereford reisden  in 1061 naar Rome om daar ingezegend te worden door de paus, in plaats van gewijd te worden door Stigand. In de korte periode dat Stigand een legitiem pallium had, wijdde hij wel de bisschoppen Aethelric van Selsey en Siward van Rochester. Abten van kloosters kwamen echter gedurende zijn gehele periode als aartsbisschop naar Stigand om door hem gewijd te worden. Dit waren niet alleen de abten van monastieke huizen binnen zijn eigen kerkprovincie, zoals Æthelsige, de abt van de abdij van Sint Augustinus in Canterbury, maar ook Boudewijn, de abt van de abdij van Bury St. Edmunds en Thurstan van de abdij van Ely. Na de Normandische verovering werd Stigand ervan beschuldigd het ambt van abt verkocht te hebben, maar er werden geen abten afgezet als straf voor deze overtreding, zodat deze beschuldiging met een korreltje zout moeten worden genomen.
Stigand was waarschijnlijk de meest genereuze klerikale mecenas van zijn tijd, toen belangrijke mannen op ongekende schaal aan kerken en abdijen doneerden. Hij was een weldoener van de abdij van Ely, en gaf grote gouden of zilveren kruisbeelden aan de abdijen van Ely, de abdij van Sint Augustus in Canterbury, Bury St. Edmunds en aan zijn eigen kathedrale kerk in Winchester. De kruisbeelden die aan Ely, Bury en Winchester werden gegeven bestonden uit een levensgrote afbeelding van Christus met bijpassende figuren van de Maagd en Johannes de Evangelist, zoals vastgelegd in de monastieke geschiedenissen. Zij werden waarschijnlijk vast op het altaar of op een andere plaats gemonteerd. De beelden bestonden waarschijnlijk uit dunne platen edel metaal over een houten kern.
Geen vergelijkbaar vroege kruisbeelden met de bijfiguren Maria en Johannes lijken te hebben overleeft, maar wij hebben grote beschilderde houten kruisbeelden, zoals het Keulse kruis van Gero uit circa 980, en het "heilige gelaat van Lucca" (vernieuwd met een latere figuur), waarvan bekend is dat dit laatste kruisbeeld Leofstan (abt van Bury (overleden 1065)) heeft geïnspireerd, om na zijn terugkeer van een bezoek aan Rome een soortgelijk werk, misschien wel bedekt met edele metalen, te laten maken.
Aan de abdij van Ely gaf hij gouden en zilveren vaten voor het altaar, en een kazuifel geborduurd in goud "van een zo'n onschatbaar vakmanschap en waarde, dat geen enkele in het koninkrijk rijker of waardevoller is". Hoewel nergens uit blijkt dat Stigand ooit naar Rome reisde, zijn er aanwijzingen dat Stigand wel op bedevaart ging. In een 12e-eeuwse levensbeschrijving van de heilige Willibrord, geschreven in de abdij van Echternach (in wat nu Luxemburg is), wordt geschreven dat "naar deze plek ook Stigand kwam, de eminente aartsbisschop van de  Engelsen". In dit werk wordt van Stigand gezegd dat hij rijke geschenken aan de abdij gaf, evenals relikwieën van heiligen.

### Adviseur van de koning
Tijdens de regeringsperiode van Eduard was Stigand was een invloedrijke adviseur aan het hof. Hij gebruikte zijn positie om zijn eigen rijkdom en dat van zijn vrienden en familie te vergroten. Hedendaagse waarderingen van het land dat hij controleerde ten tijde van de dood van koning Eduard, zoals vermeld in het Domesday Book, komen tot een jaarlijks inkomen van ongeveer 2.500 pond. Er is echter weinig bewijs dat hij ofwel Canterbury ofwel Winchester verrijkte. In 1058 installeerde hij zijn volgelingen Siward als bisschop van Rochester en Æthelric als bisschop van Selsey. Behalve de administratie van zijn twee bisdommen en de benoeming van zijn volgelingen in andere bisdommen in het zuidoosten van Engeland, was Stigand ook een belangrijke figuur in de verdediging van de kustlijn tegen invasiesdoor buitenlandse macht.
Stigand was mogelijk ook belast met de koninklijke administratie. Hij was in 1052 mogelijk ook betrokken bij pogingen om de verblijfplaats van Eduard de Banneling en diens broer te achterhalen om zo een meer aanvaardbare erfgenaam van koning Eduard te vinden. Zijn grondbezit was verspreid over tien graafschappen; in sommige graafschappen bezat Stigand meer land dan de koning zelf. Hoewel Normandische propagandisten reeds in 1051 en 1052 beweerden dat koning Eduard de Engelse troon aan hertog Willem van Normandië, de latere koning Willem de Veroveraar had beloofd, is er weinig contemporain bewijs van een dergelijke belofte uit niet-Normandische bronnen. In 1053 realiseerde Eduard zich waarschijnlijk dat er uit zijn huwelijk geen zoon zou worden geboren en gingen zijn adviseurs op zoek naar een mogelijke erfgenaam.
Eduard Ætheling, de zoon van koning Edmund Ironside (regeerde 1016), was in 1017, na de dood van zijn vader uit Engeland verbannen. Hoewel Ealdred, de bisschop van Worcester, door het continent reisde op zoek naar Eduard is de historicus Ian Walker, de biograaf van koning Harold Godwinson, van mening dat Stigand achter deze inspanning zat. Hoewel Eduard de Banneling uiteindelijk naar Engeland terugkeerde, stierf hij kort na zijn terugkeer; hij liet een jonge zoon Edgar Ætheling achter.

## Laatste jaren

### Normandische verovering
Koning Eduard liet op zijn sterfbed de Engelse kroon na aan zijn zwager Harold Godwinson, de zoon van graaf Godwin. Stigand leidde de begrafenisdienst voor koning Eduard. Normandische schrijvers beweerden dat Stigand Harold in januari 1066 tot koning zou hebben gekroond. Dit wordt echter algemeen als valse propaganda beschouwd, aangezien het in Willems belang was om Harold af te schilderen als een koning, die in strijd met het canoniek recht op onrechtmatige wijze was gekroond. Als Harold op onjuiste wijze was gekroond, dan claimde Willem alleen maar zijn rechtmatige erfenis; hij zette dan immers de rechtmatige koning af. Het tapijt van Bayeux toont Stigand bij Harolds kroning, hoewel hij zelf niet de kroon op het hoofd van Harold zet.
Engelse bronnen beweren dat Ealdred, de aartsbisschop van York, Harold zou hebben gekroond, terwijl  Normandische bronnen beweren dat Stigand dat zou hebben gedaan. Dit conflict tussen de verschillende bronnen is waarschijnlijk te herleiden naar het post-veroveringsverlangen om Harold zwart te maken en zijn kroning als onrechtmatig weer te geven. Hedendaags historisch onderzoek heeft aangetoond dat de ceremonie werd uitgevoerd door Ealdred, dit als gevolg van de controverse over de positie van de geëxcommuniceerde Stigand. Een historicus, Pauline Stafford, theoretiseert dat beide aartsbisschoppen Harold mogelijk samen hebben gewijd. Een andere historicus, Frank Barlow, was in 1979 van mening dat het feit dat sommige van de Engelse bronnen de persoon, die Harold wijdde, niet noemen, de balans in het voordeel van Stigand doet overslaan".
Stigand steunde Harold en was aanwezig bij Eduard de Belijder zijn sterfbed. Stigands controversiële positie kan Paus Alexander II hebben beïnvloed om Willem de Veroveraar te steunen bij zijn invasie van Engeland. De hervormers, onder leiding van de aartsdeken Hildebrand, de latere paus Paus Gregorius VII, verzette zich tegen dit oudere type bisschop, rijk en aan de macht geholpen door wereldlijke heersers.
Na de dood van Harold tijdens de slag bij Hastings werkte Stigand samen met de graven Edwin en Morcar, alsmede aartsbisschop Ealdred van York, om Edgar Ætheling op de troon te zetten. Dit plan liep echter op niet uit, met name vanwege verzet van de noordelijke graven en een aantal van de andere bisschoppen Stigand gaf zich begin december 1066 in Wallingford aan Willem de Veroveraar over. Hij speelde een ondersteunende rol bij de kroning van Willem de Veroveraar op eerste kerstdag 1066, hoewel de kroning zelf door Ealdred werd uitgevoerd. Willem nam Stigand in 1067 mee naar Normandië, maar of dit was, omdat Willem de aartsbisschop niet vertrouwde, zoals de middeleeuwse kroniekschrijver Willem van Poitiers beweert, is niet zeker. Stigand was in 1068 aanwezig bij de kroning van koning Willems koningin, Mathilde van Vlaanderen, hoewel de daadwerkelijke ceremonie opnieuw door Ealdred werd geleid.

## Voetnoten
1. ↑  Een koninklijk kapelaan en adviseur zal toch minimaal een jaar of twintig zijn geweest
2. 1 2 3 4 5 6 7  Cowdrey, "Stigand (d. 1072)" Oxford Dictionary of National Biography
3. 1 2  Barlow, Edward the Confessor, blz. 59
4. 1 2  Douglas, William the Conqueror, blz. 324
5. 1 2  Hill, Road to Hastings, blz. 61
6. 1 2  Williams, English and the Norman Conquest, blz. 46
7. 1 2 3 4  Smith, Archbishop Stigand, Anglo-Norman Studies 16, blz. 200
8. ↑  Fryde, et al.. Handbook of British Chronology, blz 28
9. ↑  Lawson, Knoet, blz. 138
10. ↑  Barlow, English Church 1000–1066, blz. 77
11. 1 2  Fryde, et al..  Handbook of British  Chronology, blz. 28-29
12. ↑  Stafford, Queen Emma & Queen Edith, blz. 112-13
13. ↑  Fryde, et al. Handbook of British Chronology, blz. 29
14. ↑  Barlow, Edward the Confessor, blz. 76
15. ↑  Higham, Death of Anglo-Saxon England, blz. 122
16. 1 2 3  Fryde, et al.. Handbook of British Chronology, blz. 217
17. ↑  Barlow, English Church 1066–1154, blz. 48-49
18. ↑  Barlow, Edward the Confessor, blz. 77
19. ↑  Stafford, Queen Emma & Queen Edith, blz. 248-50
20. ↑  Stenton, Anglo-Saxon England, blz. 426
21. ↑  Stenton, Anglo-Saxon England, blz. 419-21
22. ↑  Mason, House of Godwine, blz. 44
23. ↑  Stafford, Unification and Conquest, blz. 87
24. 1 2  Smith, "Archbishop Stigand", Anglo-Norman Studies 16, blz. 201
25. 1 2  Fryde, et al. Handbook of British Chronology, blz. 223
26. ↑  Barlow, Edward the Confessor, blz. 87
27. 1 2  Loyn, English Church, blz. 58-62.
28. ↑  Barlow, English Church 1000-1066, blz. 108
29. 1 2  Barlow, Edward the Confessor, blz. 123
30. ↑  Mason, Huis van Godwine, blz. 65
31. 1 2  Walker, Harold, blz. 49
32. ↑  Brooks, Early History of the Church of Canterbury, blz. 305-6
33. ↑  Stafford, Unification and Conquest, blz. 90-91
34. ↑  Mason, House of Godwine, blz. 73
35. ↑  Rex, Harold II, blz. 61
36. 1 2 3  Smith, "Archbishop Stigand", Anglo-Norman Studies 16, blz. 201-203
37. 1 2 3  Stafford, Unification and Conquest, blz. 89-92
38. ↑  Huscroft, Ruling England, blz. 6
39. 1 2  Fryde et alia, Handbook of British Chronology, blz. 214
40. ↑  Knowles, Monastic Order in England, blz. 66
41. 1 2 3 4  Brooks, Early History of the Church of Canterbury, blz. 306
42. 1 2  Stenton, Anglo-Saxon England, blz. 465-66
43. 1 2  Brooks, Early History of the Church of Canterbury, blz. 307
44. ↑  Rex, Harold II, blz. 184
45. ↑  Barlow, English Church 1000-1066, blz. 306
46. ↑  Blair en Blair, Introduction to Anglo-Saxon England, blz. 108
47. ↑  Coredon, Dictionary, blz. 209
48. ↑  Brooks, Early History of the Church of Canterbury, blz. 291,299,304
49. 1 2  Darlington, Ecclesiastical Reform, The English Historical Review, blz. 420
50. 1 2  Greenway, Fasti Ecclesiae Anglicanae 1066-1300: deel 2: Monastic cathedrals (northern and southern provinces): Canterbury: Archbishops
51. 1 2 3  Huscroft, Ruling Engeland, blz. 62
52. 1 2  Huscroft, Ruling Engeland, blz. 48
53. ↑  Higham, Death of Anglo-Saxon England. blz. 137
54. ↑  Barlow, English Church 1000-1066, blz. 79
55. ↑  Brooks, Early History of the Church of Canterbury, blz. 205
56. 1 2  Stafford, Unification and Conquest, blz. 94
57. 1 2  Knowles, Monastic Order in England, blz. 72
58. 1 2  Mason, House of Godwin, blz. 78-79
59. ↑  Huscroft, Ruling Engeland, blz. 46-47
60. ↑  Bates, William the Conqueror, blz. 77-78
61. ↑  Rex, Harold II, blz. 141
62. ↑  Douglas, William the Conqueror, blz. 170
63. ↑  Barlow, Feudal Kingdom of England, blz. 27
64. ↑  Walker, Harold, blz. 127
65. ↑  Walker, Harold, blz. 148-149
66. 1 2  Chibnall, Anglo-Norman  England, blz. 39
67. ↑  Huscroft, Ruling Engeland, blz. 51
68. 1 2 3  Walker, Harold, blz. 136-138
69. ↑  Barlow, English Church 1000–1066, blz. 113-15
70. ↑  Dodwell, Anglo-Saxon Art, blz. 230-31
71. ↑  Smith et alia, "Court and Piety" Catholic Historical Review, blz. 576
72. ↑  Dodwell, Anglo-Saxon Art, blz. 211-13, blz. 220-39
73. ↑  Dodwell, Anglo-Saxon Art, blz. 211
74. ↑  Geen van deze met metaal overdekte kruisbeelden heeft overleefd, hoewel bijvoorbeeld van Karel de Grote bekend is, dat hij er een had in zijn kapel in Aken. Voor meer informatie over de evolutie van grote kruisbeelden, zie Schiller, Iconography of Christian Art, Vol. I, blz. 140-49, ISBN 0853312702.
75. ↑  Dodwell, Anglo-Saxon Art, blz. 181-205
76. ↑  Smith et alia, "Court and Piety", Catholic Historical Review, blz. 575
77. ↑  Brooks, Early History of the Church of Canterbury, blz. 307-08
78. ↑  Loyn, English Church, blz. 64
79. 1 2 3  Walker, Harold, blz. 75
80. ↑  Smith, "Archbishop Stigand" Anglo-Norman Studies 16, blz. 204
81. ↑  Stafford, Unification and Conquest, blz. 92
82. ↑  Barlow, Edward the Confessor, blz. 214-15
83. ↑  Edmund Ironside was de oudste halfbroer van Eduard de Belijder, beide waren zonen van Æthelred, Edmund was een zoon van Ælfgifu van York, en Eduard was een zoon Emma van Normandië. Edmund Ironside had twee zonen, Eduard de Banneling en een Edmund, die waarschijnlijk op jonge leeftijd in ballingschap stierf. Tijdens zijn ballingschap was Eduard getrouwd. Uit dit huwelijk waren de kinderen Edgar Ætheling en Margaret van Schotland, de toekomstige vrouw van koning Malcolm III van Schotland geboren. Fryde et alia, Handbook of British Chronology, blz. 27-29 en blz. 57
84. 1 2  Thomas, Norman Conquest, blz. 18
85. ↑  Rex, Harold II, blz. 197
86. ↑  Chibnall Anglo-Norman England, blz. 21
87. ↑  Higham, Death of Anglo-Saxon England, blz. 175-80
88. ↑  Rex Harold II blz. 151
89. ↑  Stafford, Unification and Conquest, blz. 83
90. ↑  Barlow, English Church 1000–1066, blz. 60, voetnoot 4
91. ↑  Barlow, Edward the Confessor, blz. 249-50
92. ↑  Stenton, Anglo-Saxon England, blz. 586
93. ↑  Loyn, English Church, blz. 98
94. ↑  Rex, Harold II, blz. 208-09
95. ↑  Walker, Harold, blz. 183-185
96. 1 2  Douglas, William the Conqueror, blz. 203-206
97. ↑  Huscroft, Ruling Engeland, blz. 18-19
98. ↑  Bates, William the Conqueror, blz. 94
99. ↑  Bates, William the Conqueror, blz. 96
100. ↑  Knowles, Monastic Order in England, blz. 104
101. ↑  Williams, English and the Norman Conquest, blz. 11
102. ↑  Bates, William the Conqueror, blz. 100-101